# Iorwith Wilbur Abel
Iorwith Wilbur Abel (n. en Magnolia (Ohio), 1908 – 1987) fue un líder laboral estadounidense.
En 1925 comenzó a trabajar en un taller de laminado en Canton (Ohio) y fue designado en 1937, representante del personal de la organización que más tarde sería conocida como Acereros Unidos de Norteamérica. Desde 1942 hasta 1952, fue el director distrital del organismo para la zona de Canton.
En 1953 pasó a ser secretario tesorero del gremio y fue presidente del mismo desde 1965 hasta 1977. En 1965 fue también electo como vicepresidente de la Federación Americana del Trabajo y Congreso de Organizaciones Industriales. 
- Datos: Q6063967
- Multimedia: Iorwith Wilbur Abel / Q6063967